# Dor

Tabloul Dor (Saudade) de Almeida Junior

Dorul este un sentiment care exprimă o dorință puternică de a revedea pe cineva sau ceva drag sau de a reveni la o stare emoțională preferată; nostalgie. Cuvântul are origine în latină populară dolus - a durea.  Dorul poate fi și „suferință pricinuită de dragostea pentru cineva care se află departe”.
Dor este o stare sufletească cu un fond afectiv complex, în care sunt prezente o tristețe și o durere discretă, deseori fără obiect precis; aspirații nedefinite, dorințe împletite cu așteptări. Este motiv permanent și componentă specifică a creației folclorice românești. (Locuțiune) Cu dor = duios; cu pasiune, pătimaș.
În general, factorii care induc sentimentul de dor sunt:
- absența persoanelor iubite;
- decesul unor persoane apropiate și dragi;
- îndepărtarea pentru perioade medii și lungi de casă sau de locurile dragi;
- încheierea unor activități intrate în obișnuință (plecarea de la un anumit loc de muncă, terminarea unei școli, renunțarea la un anumit sport, joc, etc);
- îndepărtarea de un anumit prieten, cerc de prieteni sau colectivitate;
- situațiile și obiceiurile plăcute din trecut;
- lucruri pe care le-am pierdut.

Dorul este descris de Mircea Goga ca „melancolie ardentă” și „o stare de tristețe, de nostalgie, de bucurie, de dorință, de amărăciune, de chin din iubire.” Același Mircea Goga menționează în lucrarea citată că după Isabela Vasiliu-Scraba, dorul ca „sentiment sufletesc” este o neliniște, o melancolie învăluitoare, o nostalgie care alină gândurile, o sete eternă  de viață, de iubire”.
Dorul  este un sentiment complex individualizat în etosul românesc, exprimând dorințe calme dar intense, senine dar și chinuitoare, implicând o notă de plăcută contemplație retrospectivă (nostalgie) dar și impulsuri tot mnai presante spre acțiunea  de a reintegra condițiile existențiale autentice, a reveni în locurile natale, în sânul familiei, în atmosfera culturală originară. Termenul este polisemantic, relevând prioritar anume sensuri afective în dependență de context. Este însă intraductibil, nu în virtutea polisemantismului său, ci întrucât exprimă dialectica vieții spirituale a românilor.
Starea sufletească de dor este evocată și de Mihai Eminescu în poezia O, rămâi...:
```
                O, rămăi, rămâi la mine,
                Te iubesc atât de mult!
                Ale tale doruri toate
                Numai eu știu să le-ascult;
```

La versurile de mai înainte se pot adăuga  cele din eminesciana poezie Mai am un singur dor:
```
                Mai am un singur dor:
                   În liniștea serii
                Să mă lăsați să mor
                   La marginea mării;
```

## Citate
„Dorul: îmbinare de tandrețe și nostalgie, de iubire și singurătate, de tristețe și încredere în viață, de îndepărtare prin vis și atașare la realitate. Dorul se exprimă prin muzică în melodiile doinelor, care preferă deseori timbrul melancolic al flautului.”